# Knesebeck
Knesebeck ist eine Ortschaft der Stadt Wittingen im niedersächsischen Landkreis Gifhorn.

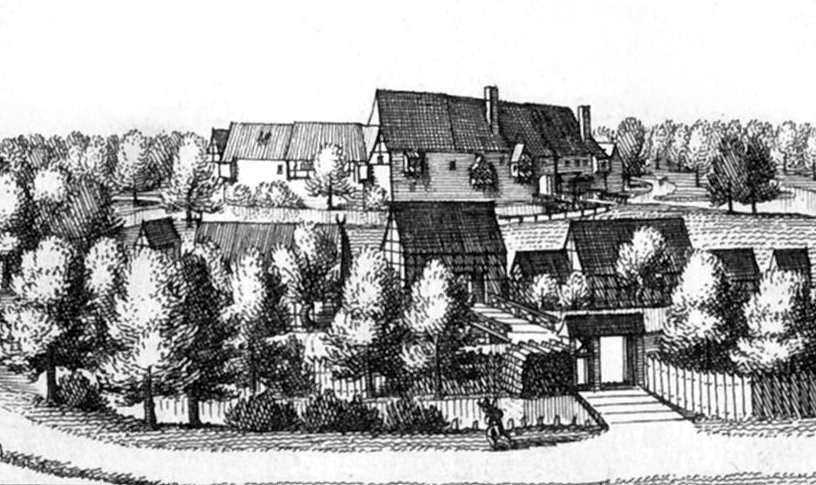
Burg Knesebeck als Merian-Stich um 1650

## Geschichte
Knesebeck ist mit der Burg Knesebeck das Stammhaus des schwarzen Stammes des Adelsgeschlechts von dem Knesebeck. Der Stamm wird erstmals im Jahre 1248 mit Wasmodos von dem Knesebeck urkundlich erwähnt. Die Herzöge zu Braunschweig-Lüneburg vergaben die Wasserburg während des 14. Jahrhunderts als Lehen an verschiedene Herren. Seit Mitte des 14. Jahrhunderts bestand die Funktion der Burg vorrangig als Verwaltungs- und Gerichtssitz. Vom 16. bis 17. Jahrhundert war die Burg fürstliches Amtshaus, auf dem Amtmänner saßen. Sie verwalteten rund 20 Dörfer der Vogteien Knesebeck und Wittingen sowie die Gerichte Brome und Fahrenhorst. Die Verwaltungs- und Gerichtsfunktion des Amtes Knesebeck endete 1859. Von der Burg war zu dieser Zeit im Wesentlichen nur noch das Amtshaus vorhanden, das ab 1880 zum staatlichen Forstamt wurde. Als die Forstverwaltung im Jahre 2005 das denkmalgeschützte Gebäude verließ, drohte es zu verfallen. 2006 erwarb es der Eigentümer der in Knesebeck ansässigen Butting Gruppe. Nach umfangreichen Restaurierungsarbeiten eröffnete das frühere Amtshaus 2009 als Tagungshaus der Butting-Akademie.
Auf Grundlage des preußischen Gesetzes über die Regelung verschiedener Punkte des Gemeindeverfassungsrechts vom 27. Dezember 1927 wurde die damals noch eigenständige Gemeinde Knesebeck in der Gebietsreform von 1928/1929 um den Wohnplatz Krummühle aus der aufgelösten Gemeinde Fünfmühlen erweitert.
Am 1. März 1974 wurden die Gemeinden Eutzen, Hagen bei Knesebeck, Vorhop und Wunderbüttel in die Gemeinde Knesebeck eingegliedert. Bereits einen Monat später, am 1. April 1974, wurde diese vergrößerte Gemeinde aufgelöst und in die Stadt Wittingen integriert. Das „Knesebeck-Lied“ nach der Melodie des „Odenwald-Walzers“ erzählt von der Sehnsucht nach Eigenständigkeit („…unser Knesebeck, das nimmt uns keiner weg…“).

## Politik

### Ortsrat
Der Ortsrat Knesebeck setzt sich aus sieben Mitgliedern zusammen. Die Ratsmitglieder werden durch eine Kommunalwahl für jeweils fünf Jahre gewählt.
Die letzten Kommunalwahlen ergaben die folgenden Sitzverteilungen:
|      | CDU | SPD | F.W.G. | Grüne | GfK | Gesamt  |
| ---- | --- | --- | ------ | ----- | --- | ------- |
| 2021 | 2   | 1   | 2      | 1     | 1   | 7 Sitze |
| 2016 | 3   | 2   | 2      | -     | -   | 7 Sitze |

### Ortsbürgermeister
Der Ortsbürgermeister von Knesebeck ist Norman Wicha (FWG). Er löste 2021 den bisherigen Amtsinhaber Heinz-Ulrich Kabrodt (SPD) ab.

### Wappen
Das frühere Wappen der Gemeinde Knesebeck wird wie folgt beschrieben: ungleich geteilt in silber und blau, im ersten Feld ein rotes Einhorn, das zweite Feld durch doppelten silbernen Wellenschnitt geteilt. Das Einhorn entstammt dem Wappen des niedersächsischen Stammes der Familie von dem Knesebeck, die beiden Wellen stehen für den Knesebach und den Jönsbeck, die durch Knesebeck fließen. Gestaltung durch den Kunstmaler Ernst Elster (siehe Persönlichkeiten).

## Kultur und Sehenswürdigkeiten

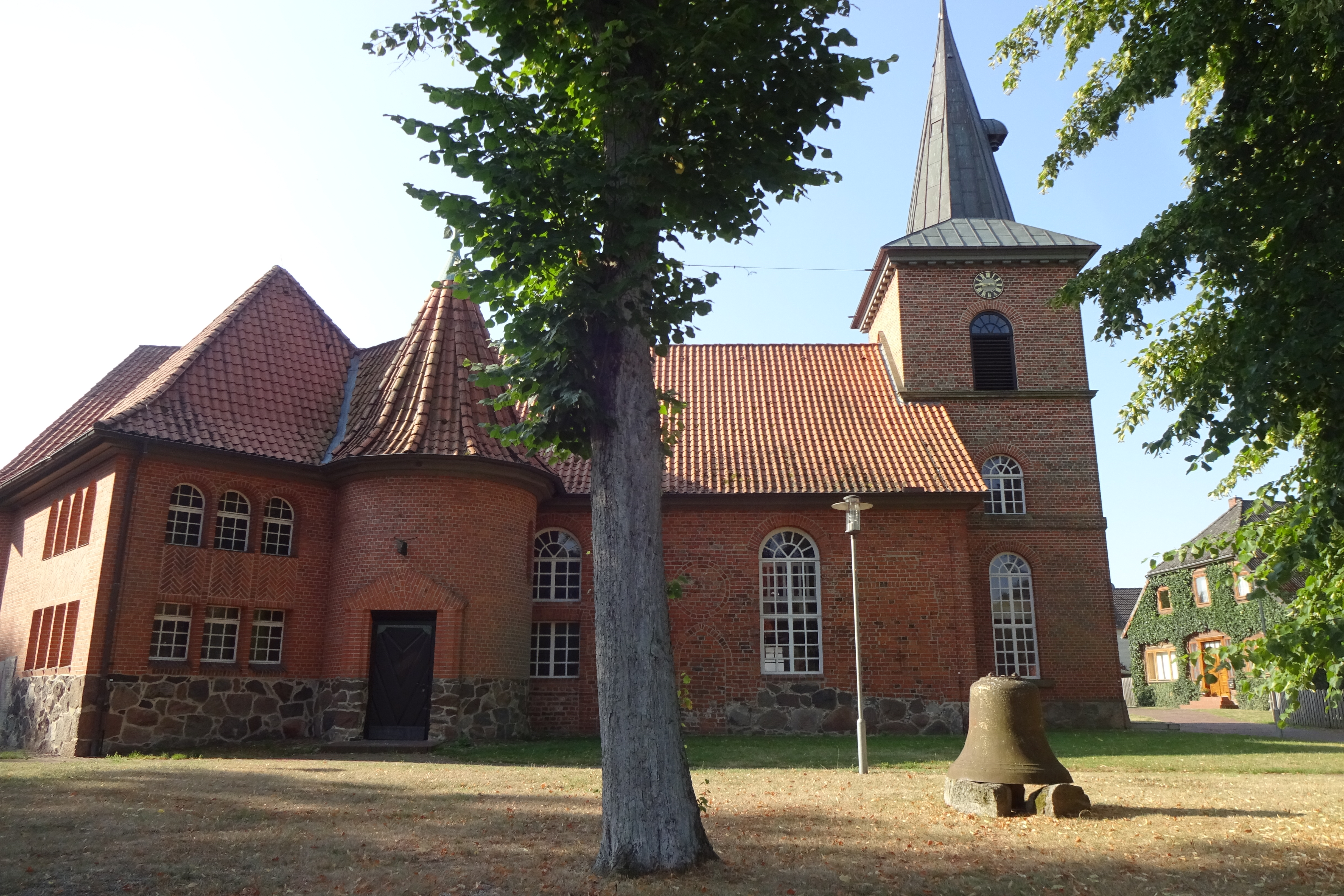
St.-Katharinen-Kirche

Das musikalische Vereinsleben spielt in Knesebeck eine bedeutende Rolle. Mehrere Musikgruppen sind im Ort aktiv und prägen das kulturelle Geschehen. Dazu zählen der Musikzug der Freiwilligen Feuerwehr Knesebeck, die Fidelen Einhörner, der Spielmannszug des Jägercorps Knesebeck sowie der Spielmannszug des Schwarzen Corps Knesebeck. Ergänzt wird das musikalische Angebot durch den Singkreis der ev.-luth. Kirchengemeinde Knesebeck und den Knesebecker Bläserkreis.
In Knesebeck gibt es unter anderem folgende Sehenswürdigkeiten:
- Die St.-Katharinen-Kirche, die erste Erwähnungen in den Jahren 1296 und 1336 fand.[6]
- Die Mühle von Knesebeck, die Ende des 19. Jahrhunderts errichtet wurde.[7]
- Die Burg Knesebeck, die inzwischen als Tagungsstätte genutzt wird.
- Einen Walderlebnispfad und das Haus der Landschaft.[8][9]

## Wirtschaft und Infrastruktur

### Unternehmen

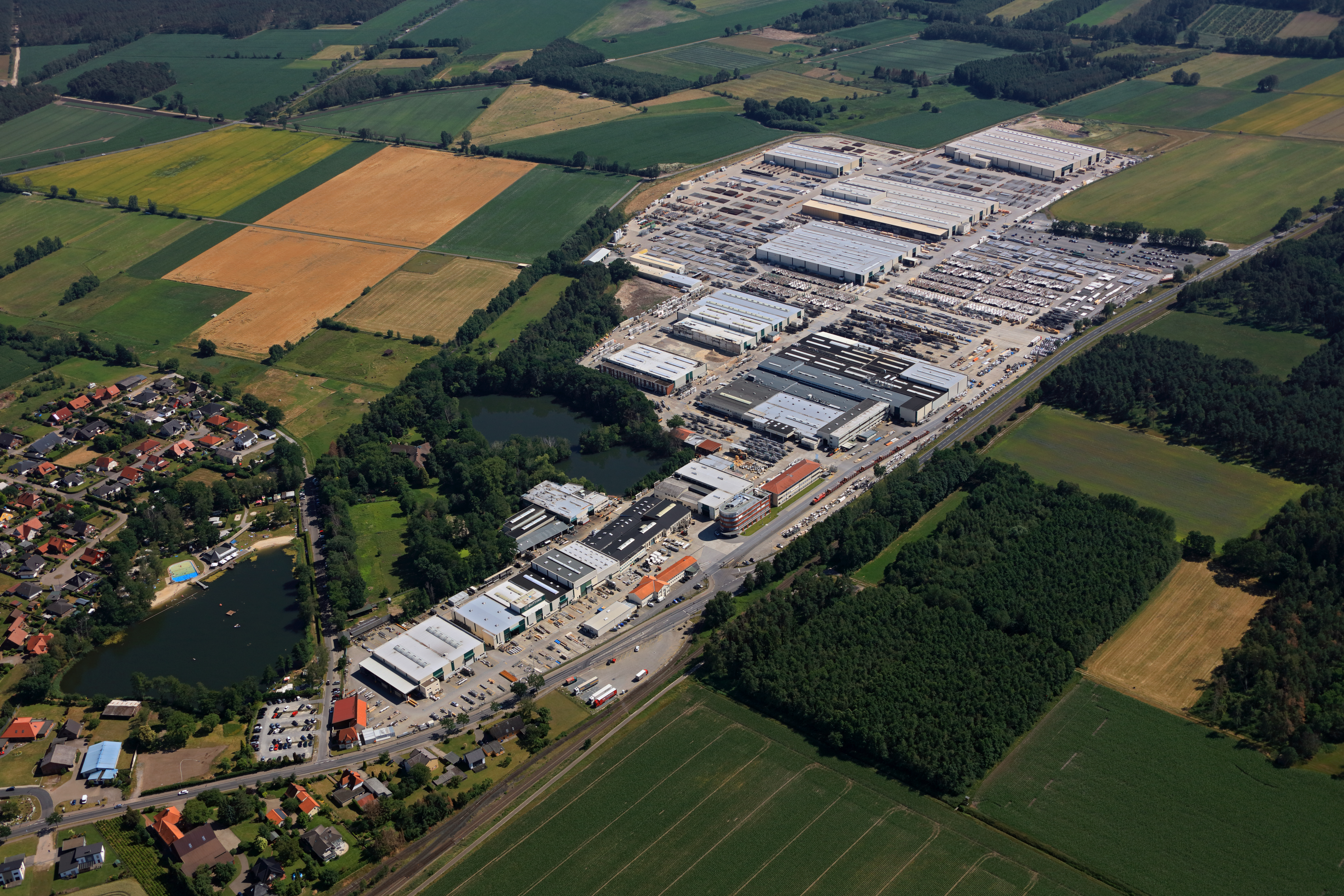
Firmensitz der Butting Gruppe in Knesebeck

Die Firma Butting ist einer der führenden Edelstahlverarbeiter Europas. Der Schwerpunkt der Geschäftstätigkeit in Knesebeck ist die Produktion von Rohren, Rohrzubehör, einbaufertigen Rohrleitungen und Komponenten aus nichtrostenden Stählen. Die Firma Butting wurde 1777 gegründet und ist seit 1945 am Standort Knesebeck, an dem mehr als 1000 Mitarbeiter beschäftigt sind.

### Verkehr
Knesebeck besitzt einen Haltepunkt an der Bahnstrecke Braunschweig–Wieren und ist am Elbe-Seitenkanal gelegen.

## Sport
Der Verein für Leibesübungen (VfL) Knesebeck wurde im Jahre 1909 als Männerturnverein gegründet. Es existierten Turnriegen für Männer, Frauen, Knaben und Mädchen. Geturnt wurde in den Sälen der Knesebecker Gasthäuser. 1921 wurde der Fußballclub Knesebeck gegründet. Gespielt wurde zu Beginn der Vereinsära auf einem Teil des Schützenplatzes, der sogenannten „Bleiche“. Der heutige Sportplatz (Ernst-Hiestermann-Platz) wurde nach dem früheren Vorsitzenden Ernst Hiestermann benannt. Dort sind auch drei Tennisplätze vorhanden. 2006 wurde die offene Sportheimüberdachung fertiggestellt. Der VfL Knesebeck mit ca. 1200 Mitgliedern beheimatet heute unter anderem die Abteilungen Badminton, Fußball, Schwimmen, Tennis, Tischtennis, Ju-Jutsu, Turnen und Volleyball.
In Knesebeck befindet sich ein Strandbad mit Campingplatz und Gastronomie sowie ein an die Grundschule angeschlossenes Hallenbad mit Sauna.

## Persönlichkeiten
- Ernst Ludwig von Lenthe (1823–1888), Jurist, Reichstagsabgeordneter, in Knesebeck geboren
- Ernst Elster (* 1893 in Braunschweig; † 1964 in Knesebeck), Maler, Lithograph, lebte und starb in Knesebeck. Das Gemeindewappen von Knesebeck wurde von Elster entworfen.
- Klaus Schneck (* 1958), Politiker, Landtagsabgeordneter, in Knesebeck geboren
- Bernd Fix (* 1962), Experte für Computersicherheit, in Knesebeck aufgewachsen
- Lars Nieberg (* 1963), Springreiter, Olympiasieger, in Knesebeck aufgewachsen
- Detlef Bothe (* 1965), Schauspieler, Regisseur, Produzent, Drehbuchautor und Kameramann, in Knesebeck aufgewachsen
- Dirk Wink-Hartmann (* 1969), Maler[12], in Knesebeck aufgewachsen
- Oliver Graf (* 1981), Schauspieler und Kulturmanager, in Knesebeck aufgewachsen